# بیات برو
بیات بِرِوْ (انگلیسی: Beat Breu؛ زادهٔ ۲۳ اکتبر ۱۹۵۷) دوچرخه‌سوار اهل سوئیس است.
وی در مسابقات کشوری و بین‌المللی در مجموع برندهٔ ۱ مدال برنز شده‌است.